# Sant Antoni (la Seu d'Urgell)
Sant Antoni és un barri de la Seu d'Urgell, a l'Alt Urgell. El barri està situat entre els barris del Poble-sec i Sant Pere al nord-est de la ciutat. Els tres nuclis es troben per damunt de la N-260 (eix pirinenc) aïllats entre ells i de la Seu d'Urgell.
Situat a la fi de la plana de la Seu, on comença la muntanya, el 2001 tenia 159 habitants. Administrativament està dividit i pertany al municipi de la Seu d'Urgell i a les Valls de Valira.

Mapa del municipi de la Seu d'Urgell.